# Begonia paniculata
Begonia paniculata là một loài thực vật có hoa trong họ Thu hải đường. Loài này được Parodi mô tả khoa học đầu tiên năm 1878.